# Метрополітен Джакарти
Метропрлітен Джакарти(англ. Jakarta Mass Rapid Transit;індо. Kereta bawah tanah Jakarta) — система метрополітену в місті Джакарта, столиці Індонезії.
Будівництво почалося 2013 року, й метро жителі отримали вже у 2019 році. Паралельно з будівництвом метро в Джакарті ведеться будівництво Монорельсу.
Також в місті активно розвивається система автобусів, експрес-автобусів, таксі та приміської електрички.

## Історія
Планування будівництва розпочалося ще у середині 1980 року. Тоді ж з'явилися й перші проєкти. Саме ж будівництво взяло початок лише у 2013 році, після нового проєкту генплану міста, адже раніше довгоочікуваному будівництву перешкодила криза 90-их років. Церемонія з початку робіт відбулася 10 жовтня, а у 2019 метро відкрили й планують розширювати.